# Tomislav Ružić
Pour les articles homonymes, voir Ružić (homonymie).
Tomislav Ružić, né le 2 juillet 1979, est un joueur croate de basket-ball, évoluant au poste d'intérieur. Il mesure 2,08 m.

## Carrière

### Clubs
- 1996-2002 :  KK Zadar (1er division)
- 2002-2003 :  Cibona Zagreb (1er division)
- 2003-2004 :  Beşiktaş (1er division)
- 2004-2006 :  ASVEL Villeurbanne (Pro A)
- 2006-2007 :  Besançon (Pro A)
- 2007-2008 :  Antalya (1er division)
- 2008-2009 :  KK Zadar (1er division) et NLB league
- Dep. 2010 :  Tofaş Bursa (1er division)

### Équipe de Croatie
Il participe au championnat d'Europe avec l'équipe des moins de 22 ans. Il est international croate avec l'équipe A.

## Palmarès
- Coupe de Croatie en 1998 et 2000 avec KK Zadar
- Meilleur joueur du All-Star Game 2002 de Croatie